# Tomasz Wasilewski
Tomasz Wasilewski (Toruń, 26 de septiembre de 1980) es un director de cine y realizador polaco.

## Biografía
Es diplomado en Cine por la Escuela Nacional de Cinematografía de Lodz desde 2006. Debutó como asistente de Malgorzata Szumowska en la película 33 escenas de la vida (2008) y trabajó con directores de teatro polacos. También ha escrito guiones para la televisión polaca y ha dirigido varios cortometrajes y tres largometrajes.

## Filmografía
- 2008 : Show jednego człowieka (cortometraje documental)
- 2012 : W sypialni (Dans la chambre)
- 2013 : Ligne d'eau (Płynące wieżowce)[1]
- 2016 : United States of Love (Zjednoczone Stany Miłości)

## Reconocimientos
- 2012 : Mannheim-Heidelberg International Filmfestival : Premio del jurado a W sypialni.
- 2013 : Mejor director en el Festival internacional de cine de Transilvania por Ligne d'eau.
- 2016 : Oso de plata al Mejor Guion de la Berlinale 2016 por United States of Love.